# Religião na Finlândia

Catedral de Helsínquia

A Finlândia, é considerada o quarto país mais cristão da Europa. Cerca de 91% da população do país nórdico é cristão, sendo 60% do luteranismo, 27% da Igreja Ortodoxa Finlandesa e 4% pertencentes a outras religiões cristãs. No entanto, o ateísmo está crescendo no país, mas nesses últimos anos, o cristianismo está se estabilizando novamente com a entrada de nacionalistas no governo.
Religiões na Finlândia (2022)
| Ano  | Igreja Evangélica Luterana da Finlândia | Igreja Ortodoxa Finlandesa | Outro | Sem afiliação religiosa |
| ---- | --------------------------------------- | -------------------------- | ----- | ----------------------- |
| 1900 | 98.1%                                   | 1.7%                       | 0.2%  | 0.0%                    |
| 1950 | 95.0%                                   | 1.7%                       | 0.5%  | 2.8%                    |
| 1980 | 90.3%                                   | 1.1%                       | 0.7%  | 7.8%                    |
| 1990 | 87.8%                                   | 1.1%                       | 0.9%  | 10.2%                   |
| 2000 | 85.1%                                   | 1.1%                       | 1.1%  | 12.7%                   |
| 2010 | 78.3%                                   | 1.1%                       | 1.4%  | 19.2%                   |
| 2011 | 77.3%                                   | 1.1%                       | 1.5%  | 20.1%                   |
| 2012 | 76.4%                                   | 1.1%                       | 1.5%  | 21.0%                   |
| 2013 | 75.2%                                   | 1.1%                       | 1.5%  | 22.1%                   |
| 2014 | 73.8%                                   | 1.1%                       | 1.6%  | 23.5%                   |
| 2015 | 73.0%                                   | 1.1%                       | 1.6%  | 24.3%                   |
| 2016 | 72.0%                                   | 1.1%                       | 1.6%  | 25.3%                   |
| 2017 | 70.9%                                   | 1.1%                       | 1.6%  | 26.3%                   |
| 2018 | 69.8%                                   | 1.1%                       | 1.7%  | 27.4%                   |
| 2019 | 68.7%                                   | 1.1%                       | 1.7%  | 28.5%                   |
| 2020 | 67.8%                                   | 1.1%                       | 1.7%  | 29.4%                   |
| 2021 | 66.6%                                   | 1.1%                       | 1.8%  | 30.6%                   |
| 2022 | 65.2%                                   | 1.1%                       | 1.8%  | 32.0%                   |

As principais igrejas luteranas e ortodoxas são as igrejas nacionais constitucionais da Finlândia, com papéis especiais em cerimônias e muitas vezes nas orações escolares da manhã. Os delegados das assembleias da Igreja Luterana são selecionados nas eleições da igreja a cada quatro anos.
Como já citado anteriormente, o ateísmo vinha crescendo na Finlândia nos último tempos, mas nesses cerca de últimos 3 anos diminuiu repentinamente com a chegada da direita no país. Atualmente, 7% da população finlandesa é ateísta,
mesmo com a alta porcentagem de cristãos no país, a Finlândia, assim como o Brasil, é um país laico.
A maioria dos luteranos comparecem à Igreja apenas em ocasiões especiais como Natal, Páscoa, casamentos e funerais. A Igreja Luterana estima que aproximadamente 45% dos seus membros frequentam cultos da igreja semanalmente. O número médio de visitas à igreja por ano por seus membros é de aproximadamente duas.

## A Igreja Luterana

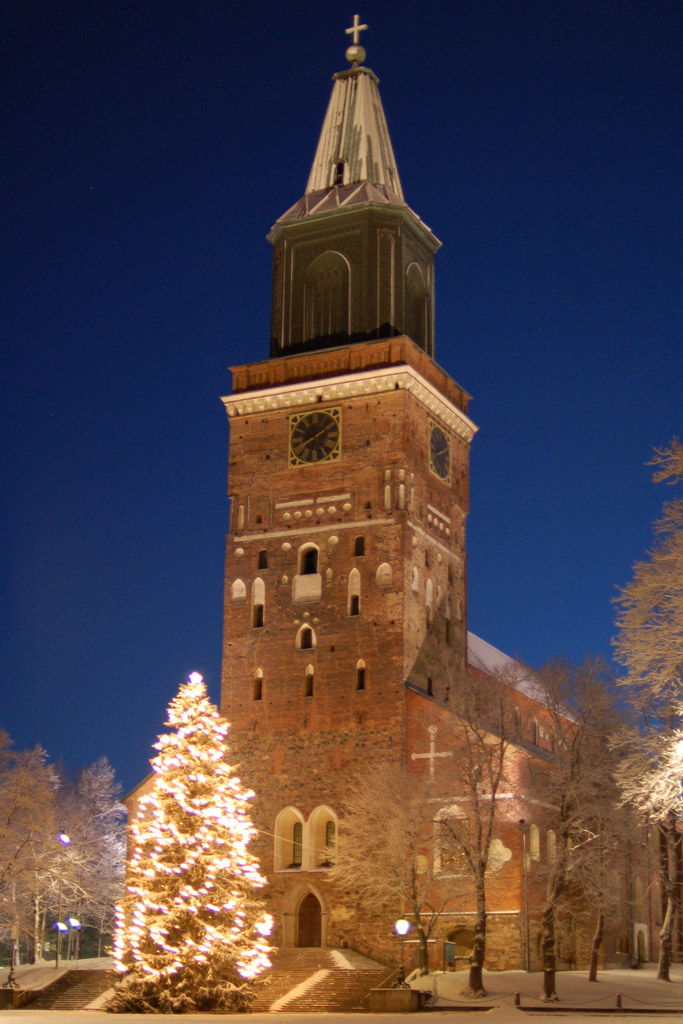
A Catedral de Turku é considerada o santuário nacional da Finlândia

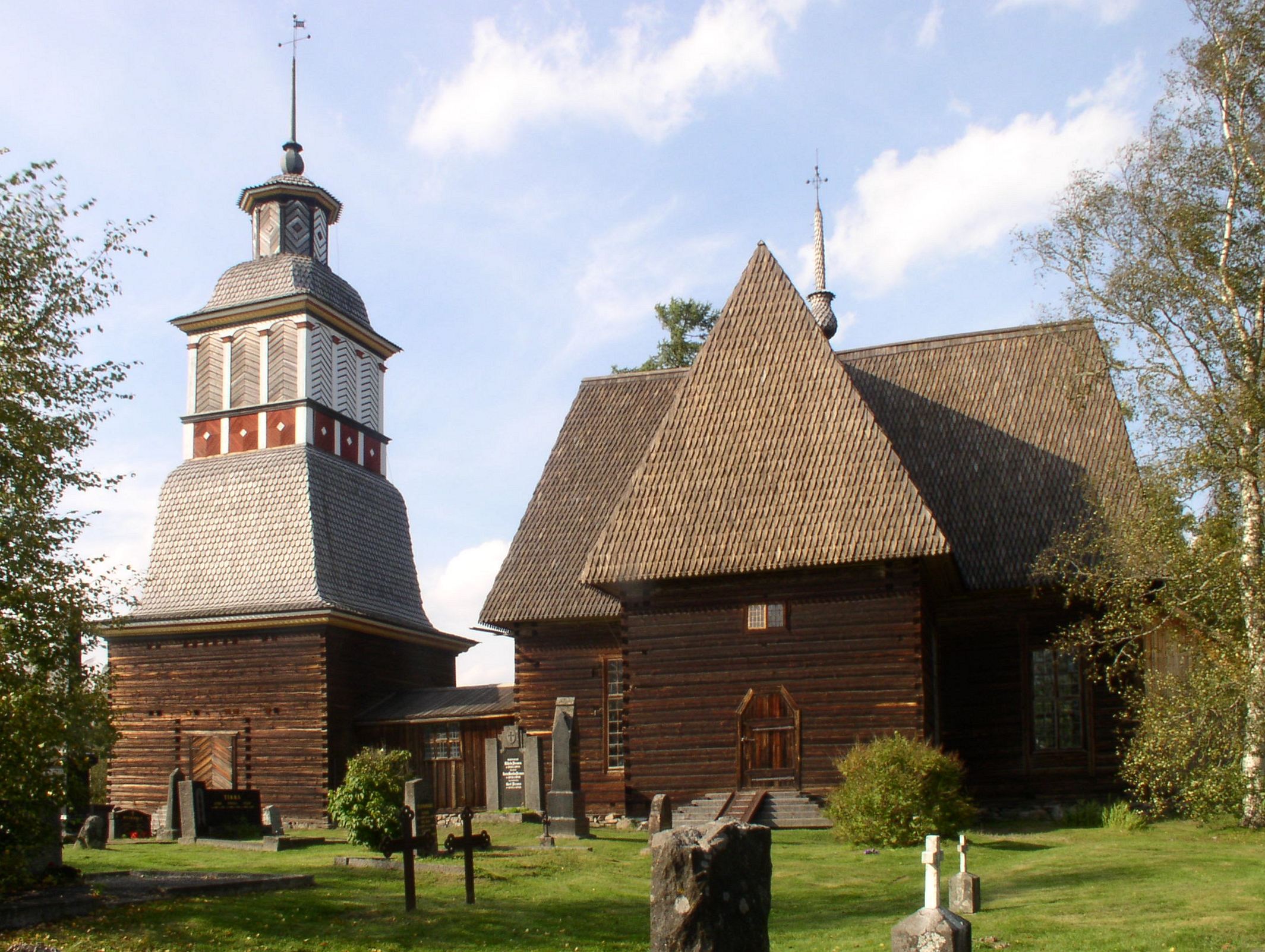
Petäjävesi Old Church é uma antiga igreja de madeira luterana e um Patrimônio Mundial da UNESCO.

Em 2022, a Igreja Evangélica Luterana da Finlândia tinha cerca de 3,6 milhões de membros, sendo 65,2% da população registrada em uma paróquia. A Igreja Luterana da Finlândia é uma igreja episcopal - governada por bispos -, com uma forte tradição de autonomia paroquial. Compreende nove dioceses com dez bispos e 408 paróquias independentes. A paróquia média tem 7.000 membros, sendo as paróquias menores compostas por apenas algumas centenas de membros e as maiores por dezenas de milhares. Nos últimos anos, muitas paróquias se uniram para salvaguardar sua viabilidade. Além disso, as fusões municipais provocaram fusões paroquiais, uma vez que pode haver apenas uma paróquia, ou conjunto de paróquias, em um determinado município. A maioria dos finlandeses são batizados e crismados na Igreja Luterana.

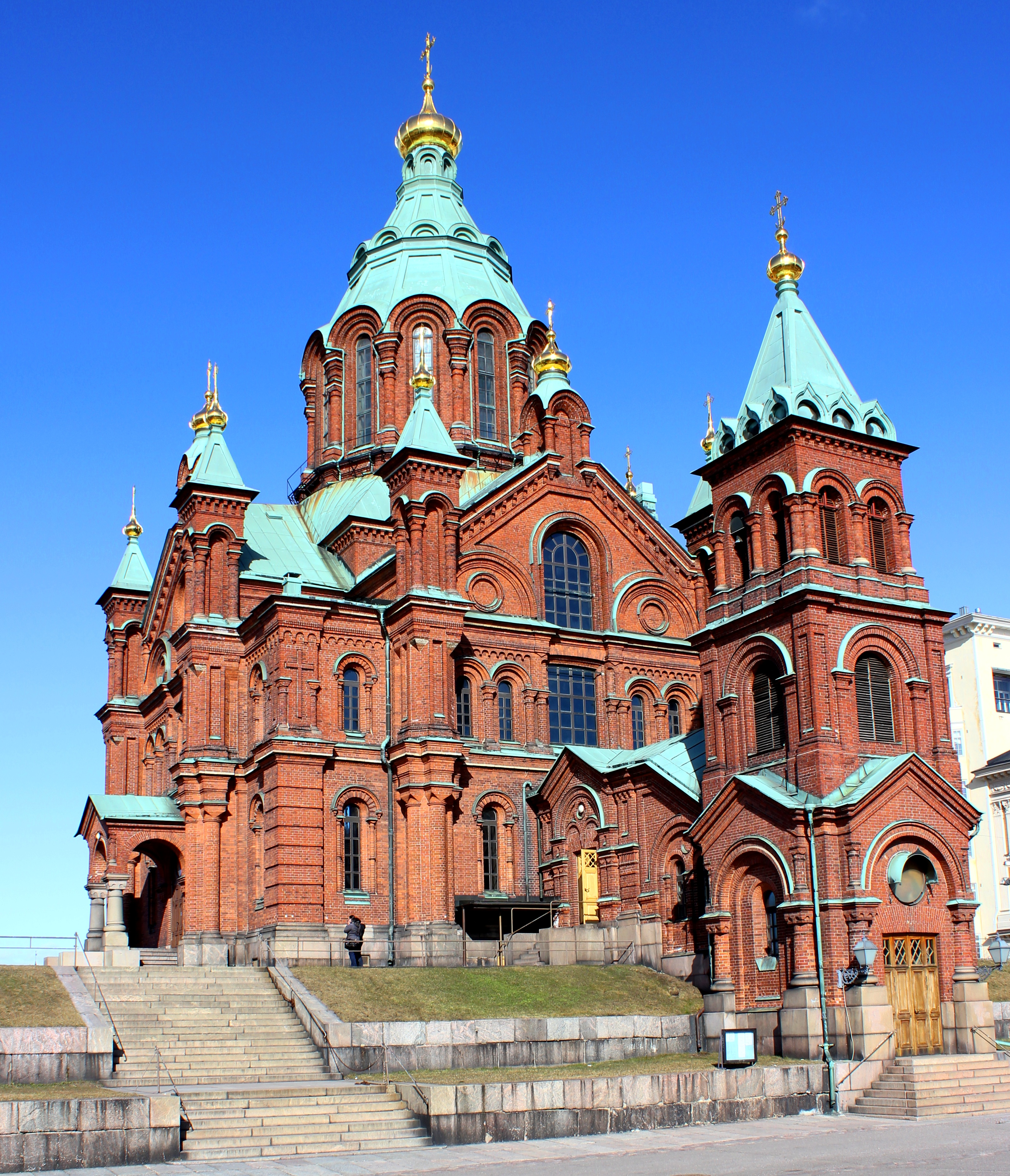
Catedral Ortodoxa em Helsinque

## Siquismo
Siquismo na Finlândia é uma pequena minoria religiosa. Em 2007, havia uma estimativa de 100 a 200 sikhs na Finlândia. A maioria deles se estabeleceram na área metropolitana de Helsinque, que é a localização do único gurdwara no país. Os sikhs começaram a chegar à Finlândia no início dos anos 1980. A maioria dos imigrantes sikhs está empregada no setor de restauração na Finlândia.

## Catolicismo
A Igreja Católica na Finlândia faz parte da Igreja Católica sob a liderança espiritual do Papa e da Cúria em Roma. A Finlândia tem a menor proporção de católicos de toda a Europa, cerca de 9.000 membros. Após a reforma protestante, o catolicismo na Finlândia caiu drasticamente. A esmagadora maioria dos católicos são estrangeiros, particularmente poloneses, nacionalidade de cerca de metade dos padres católicos no país. Desde 2007 há apenas dois sacerdotes nascidos na Finlândia, e apenas um deles trabalha na Finlândia. O Bispo de Helsinque é o Mons. Teemu Sippo, nomeado em 16 de junho de 2009. Ele é o primeiro finlandês no cargo de bispo católico em mais de 500 anos. Devido ao pequeno número de católicos na Finlândia, o país inteiro forma uma única diocese, a Diocese de Helsinque.

## Registro de população
Tradicionalmente, a igreja desempenhou um papel muito importante na manutenção de um registro de população na Finlândia. Os vigários mantiveram um registro de igreja de pessoas nascidas, casadas e falecidas em suas paróquias desde pelo menos a década de 1660, constituindo um dos registros populacionais mais antigos da Europa. Este sistema estava em vigor há mais de 300 anos. Só foi substituído por uma base de dados central computorizada da população em 1971, enquanto as duas igrejas nacionais continuaram a manter registros da população em cooperação com os escritórios de registro local do governo até 1999, quando a tarefa das igrejas se limitava apenas a manter um registro de membros.
Entre 1919 e 1970, manteve-se um registro civil separado daqueles que não tinham nenhuma afiliação a nenhuma das igrejas nacionais. Atualmente, o Sistema de Informação de População centralizado registra a afiliação da pessoa com uma comunidade religiosa legalmente reconhecida, se houver. Em 2003, o novo Freedom of Religion Act permitiu o desligamento das comunidades religiosas por escrito, ou seja, por carta, ou qualquer forma escrita aceitável para as autoridades. Isso também se estende à correspondência por e-mail desde a lei das comunicações eletrônicas do setor público de 2003. A renúncia por e-mail tornou-se possível em 2005 na maioria dos magistrados. Eroakirkosta.fi, uma campanha na Internet que promove o desligamento das comunidades religiosas, desafiou o resto dos magistrados por meio de uma carta ao ombudsman parlamentar. Em novembro de 2006, o Provedor de Justiça recomendou que todos os magistrados aceitassem desligamentos de comunidades religiosas por e-mail. Apesar da recomendação do Provedor de Justiça, os magistrados de Helsinque e Hämeenlinna não aceitam demissões de membros da igreja enviadas através do serviço Eroakirkosta.fi.